# Віссі (Нио)
Ві́ссі (ест. Vissi küla) — село в Естонії, у волості Нио повіту Тартумаа.

## Населення
Чисельність населення на 31 грудня 2011 року становила 249 осіб.

## Географія
Край південної частини села проходить автошлях 3 (Йигві — Тарту — Валґа), естонська частина європейського маршруту E264.
На території села лежить озеро Віссі (Vissi järv).